# Hadena elaeistis
Hadena elaeistis är en fjärilsart som beskrevs av Druce 1905. Hadena elaeistis ingår i släktet Hadena och familjen nattflyn. Inga underarter finns listade i Catalogue of Life.